# No Reason to Cry
Albums de Eric Clapton
E.C. Was Here
(Août 1975) Slowhand
(1977)
 No Reason to Cry est le 4e album studio du guitariste Eric Clapton paru en 1976.

## Historique
Eric Clapton s’enferme dans les studios Shangri-la pour cet album. Pour l'assister en studio sur cet album, The Band au complet, Chris Jagger (le frère de Mick Jagger), Ron Wood ainsi que Bob Dylan qui chante en duo une de ses compositions inédites : Sign Language.

## Titres
1. Beautiful Thing (Rick Danko, Richard Manuel) – 4:26
2. Carnival (Clapton) – 3:44
3. Sign Language (Bob Dylan) – 2:58
4. County Jail Blues (Alfred Fields, Arr. Clapton) – 4:00
5. All Our Past Times (Danko) – 4:40
6. Hello Old Friend (Clapton) – 3:36
7. Double Trouble (Otis Rush, trad. arr. Clapton) – 4:23
8. Innocent Times (Clapton, Marcy Levy) – 4:11
9. Hungry (Levy, Dicky Simms) – 4:39
10. Black Summer Rain (Clapton) – 4:55
11. Last Night (Walter Jacobs) – 4:52

## Musiciens
- Eric Clapton, guitare et chant
- Ron Wood, guitare
- Jesse Ed Davis, guitare
- George Terry, guitare
- Melvin (Wah Wah) Watson, guitare
- Carl Radle, basse
- Rick Danko, basse, chant sur All Our Past Times
- Bob Dylan, chant
- Billy Preston, claviers
- Dick Sims, claviers
- Georgie Fame, claviers
- Garth Hudson, claviers et saxophone
- Albhy Galuten, piano
- Terry Danko, percussions
- Ralph Moss, percussions
- Sergio Rodriguez, percussions
- Jamie Oldaker, batterie
- Richard Manuel, batterie
- Levon Helm, batterie
- Sandy Castle, chœurs
- Yvonne Elliman, chœurs
- Chris Jagger, chœurs
- Marcy Levy, chœurs
- Bobby Ellis, trompette